# Cantó de Dun-sur-Auron
El cantó de Dun-sur-Auron és un cantó francès del departament del Cher, situat al districte de Saint-Amand-Montrond. Té 12 municipis i el cap és Dun-sur-Auron.

## Municipis
- Bussy
- Chalivoy-Milon
- Cogny
- Contres
- Dun-sur-Auron
- Lantan
- Osmery
- Parnay
- Raymond
- Saint-Denis-de-Palin
- Saint-Germain-des-Bois
- Verneuil

## Història
| Data d'elecció                           | Identitat        | Partit        | Qualitat |
| ---------------------------------------- | ---------------- | ------------- | -------- |
| 1945-1951                                | M. Ponroy        | radical       |          |
| 1951-1982                                | Jacques Chartier | Divers droite |          |
| 1982-1994                                | Bernard Boussard | Divers droite |          |
| 1994-2002                                | Louis Cosyns     | RPR           |          |
| 2002-                                    | Henri Pain       | Divers droite |          |
| les dades anteriors no són pas conegudes |                  |               |          |
|                                          |                  |               |          |

## Demografia
| A partir de 1990: Població sense dobles comptes |